# Baptized in Fear
«Baptized in Fear» (en español, Bautizado en el miedo) es una canción del cantante canadiense The Weeknd, incluida como la sexta pista de su sexto álbum de estudio, Hurry Up Tomorrow, lanzado el 31 de enero de 2025 a través de los sellos XO y Republic Records.
La canción fue escrita por Abel Tesfaye, Daniel Lopatin (OPN) y Nathan Salon, y producida por The Weeknd junto a OPN, Salon y Mike Dean. Musicalmente, presenta una atmósfera oscura, introspectiva y con tintes casi litúrgicos, acompañada de sintetizadores densos. Su letra aborda temas como la culpa, la ansiedad y la fe, y ha sido descrita como una representación directa de un ataque de pánico.
Desde su lanzamiento, «Baptized in Fear» ha sido destacada por críticos y fanáticos como una de las canciones más emocionales e impactantes del álbum, además de ser un momento clave en el cierre de la trilogía conceptual que comenzó con After Hours (2020) y continuó con Dawn FM (2022).

## Créditos y personal
Créditos adaptados desde las notas del álbum.
Estudio
- Conway Recording Studio (Los Ángeles) – grabación
- Dean's List House of Hits (Cypress) – mezcla, masterización

Personal
- Abel Tesfaye – voces, autor, producción, teclado, programación
- Daniel Lopatin – autor, producción, sintetizador
- Nathan Salon – autor, producción, sintetizador, batería, programación, ingeniería de audio
- Mike Dean – producción, sintetizador, mezcla, masterización, masterización en Dolby Atmos
- Sage Skolfield – producción vocal, grabación, mezcla, ingeniería de audio
- Shin Kamiyama – ingeniería de audio
- Tommy Rush – asistente de mezcla, ingeniería de audio, mezcla en Dolby Atmos

## Posicionamiento en listas
| Lista (2025)                           | Mejor posición |
| -------------------------------------- | -------------- |
| Canadá (Canadian Hot 100)              | 24             |
| Estados Unidos (Billboard Hot 100)     | 46             |
| Estados Unidos (Hot R&B/Hip-Hop Songs) | 46             |
| Global 200 (Billboard)                 | 34             |